# 오스프리 팩스
오스프리 팩스(Osprey Packs, Inc)는 일반적으로 오스프리로 알려진 미국 아웃도어 배낭 제조 회사이다. 1974년 마이크 포튼하우어에 의해 설립되었다. 2021년 헬렌 오브 트로이 리미티드(Helen of Troy Limited)에 4억 1,470만 달러에 인수되었다.

## 역사

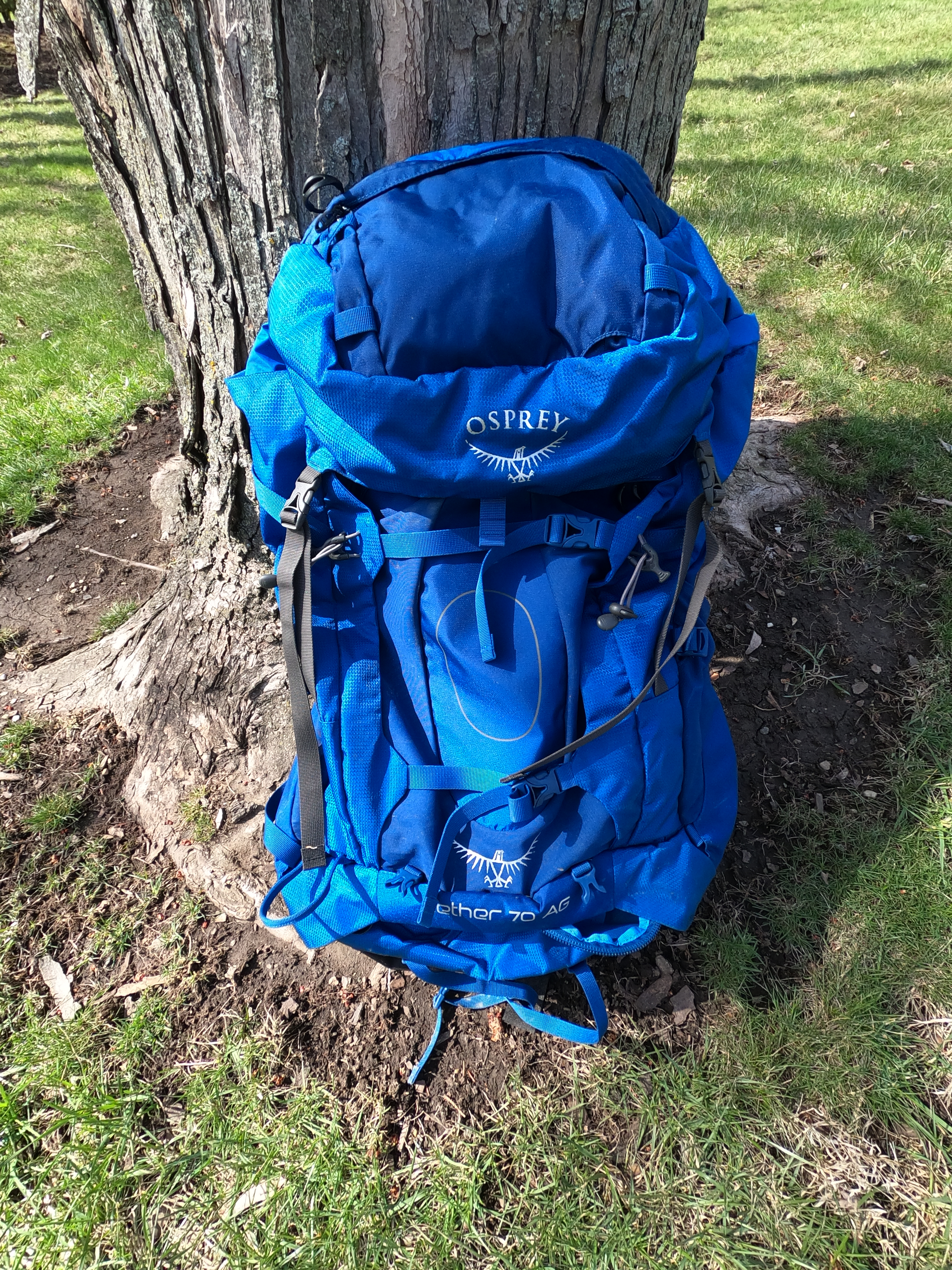
오스프리 AG 70 전면.

오스프리의 설립자 마이크 포튼하우어와 그의 아내 다이앤 렌은 원래 1974년에 산타크루즈 레크리에이션 팩스라는 이름으로 오스프리를 설립했다. 그들은 샌타크루즈에 본사를 두고 배낭 여행을 위한 맞춤형 배낭을 제작했다.
1990년, 회사는 콜로라도주 돌로레스로 이전했다. 당시 직원 90%가 나바호족으로 구성되어 있었다. 1994년, 회사는 생산 시설을 돌로레스에서 코르테즈로 옮겼다. 1999년, 회사는 돌로레스의 모든 사업을 코르테즈로 이전했다.
오스프리 애더 60은 2001년 6월 18일자 타임지 표지에 시각 장애인 등반가 에릭 와이헨마이어가 착용한 모습으로 실렸다. 와이헨마이어는 에베레스트 산을 등정한 최초의 시각 장애인 등반가였다.
2001년까지 오스프리는 생산 직원을 포함하여 92명의 직원을 보유했다. 2002년에는 생산 비용 절감을 위해 한국과 베트남으로 생산을 아웃소싱하기 시작했다. 회사는 코르테즈에 나바호족 재봉사 한 명을 남겨두고 보증 수리를 담당하게 했다.
2015년, 오스프리 유럽 본부가 잉글랜드 풀에 설립되었다.
2021년, 오스프리는 약 300명의 직원을 보유했으며 1억 5,500만~1억 6,000만 달러의 수익을 창출했다. 2021년, 오스프리는 헬렌 오브 트로이 리미티드에 4억 1,400만 달러에 매각되었다. 2022년에는 특허 받은 3D 프린팅 등 패딩과 같은 기능을 갖춘 오스프리 UNLTD 라인이 출시되었다.

## 옹호 활동
매년 오스프리 직원이 유방암 예방 파트너스의 "클라임 어게인스트 더 오즈(Climb Against The Odds)" 행사 기금 마련을 지원한다. 참가자는 암 연구를 위해 6,000달러를 모금하고 섀스타산에 등반한다. 오스프리는 또한 이 행사를 위해 배낭을 기부한다. 2021년 오스프리는 전 세계 90개 단체를 지원했다. 2021년에는 현금으로 32,000달러 이상, 제품으로 51,000달러 이상을 기부했다.
2017년, 오스프리는 유타 주지사 게리 허버트가 제안한 규모 축소 대신 베어스 이어스 국립기념물의 현재 규모를 유지하도록 옹호했다. 이 법안의 결과로 오스프리와 다른 아웃도어 회사들은 솔트레이크시티에서 연 2회 열리는 박람회에서 철수했다.